# أرمن ألشيان
أرمن ألبرت ألشيان (بالإنجليزية: Armen Albert Alchian)‏ (ولد في 12 أبريل عام 1914 وتوفي في 19 فبراير عام 2013)، كان اقتصاديًا أمريكيًا أمضى معظم حياته المهنية في جامعة كاليفورنيا، لوس أنجلوس. يعتبر ألشيان أحد المنظرين الرئيسيين للاقتصاد الجزئي، ويعرف بأنه أحد مؤسسي الاقتصاد المؤسساتي الجديد، ويشتهر بشكل واسع لعمله المتعلق بحقوق الملكية.

## النشأة والتعليم
ولد أرمن ألبيرت ألشيان في 12 أبريل عام 1914 في فريسنو، كاليفورنيا لأبويين أمريكيين من أصل أرمني. ولد والده ألكسندر ألشيان عام 1886 في أرضروم، الدولة العثمانية، وهاجر إلى فريسنو عام 1901، بينما ولدت والدته ليلي إتش نورمارت (1889 – 1976) لأبوين من المهاجرين الأرمن في فريسنو. كان والداها من أوائل الأرمن الذين استقروا في وادي سان خواكين، ويقال إنها أول أرمنية ولدت في فريسنو. كانت أسرة ألشيان «متواضعة». نشأ ألبرت ضمن مجتمع أرمني كان في البداية «عُرضة للتمييز الشديد». تفيد التقارير أنه كان هو نفسه عرضة للتمييز ضد الأرمن في وقت مبكر في حياته.
التحق بمدرسة فريسنو الثانوية ثم بكلية فريسنو الحكومية في عام 1932. انتقل إلى جامعة ستانفورد عام 1934، وحصل على درجة البكالوريوس عام 1936. حصل على درجة الدكتوراه في الفلسفة من جامعة ستانفورد في عام 1943. حملت أطروحة الدكتوراه خاصته عنوان «آثار التغييرات في هيكل الأجور العامة».

## مسيرته المهنية
عمل ألشيان مدرسًا مساعدًأ في ستانفورد بين عامي (1937 و1940)، ثم عمل بين عامي 1940 و1941 في المكتب الوطني للبحوث الاقتصادية وجامعة هارفرد، وعمل عام 1942 مدرّسًا في جامعة أوريغون. واصل عمله في القوات الجوية العسكرية خبيرًا إحصائيًا بين عامي 1942 و1946.
انضم ألشيان إلى قسم الاقتصاد في جامعة كاليفورنيا، لوس أنجلوس في عام 1946. كان في البداية أستاذًا مساعدًا (حتى عام 1952) ثم أستاذًا مشاركًا (حتى عام 1958)، ثم عُيّن في نهاية المطاف أستاذًا في عام 1958. تقاعد من جامعة كاليفورنيا عام 1984، وعُيّن أستاذًا فخريًا في الاقتصاد. لم يغلق مكتبه الجامعي حتى عام 2007. في الفصل الدراسي، اعتمد ألشيان الطريقة السقراطية وكره أسلوب المحاضرات التقليدي.
في عام 2006، ذكر جون رايلي، رئيس قسم الاقتصاد في جامعة كاليفورنيا، أن ألشيان هو «أب قسم الاقتصاد الحديث في جامعة كاليفورنيا، وباني مستقبله». أشار ويليام آر. ألن أ، «العصر الذهبي» للقسم امتد بين عامي 1950 و1980 وذلك بسبب وجود ألشين في القسم وإدارته له.
انتسب ألشيان أيضا إلى مؤسسة راند بين عامي 1946 و1964 وكان مستشارًا في شركات تجارية عديدة. اشتُهر بعمله بشأن التكاليف الخفية للتنظيم في برنامج راند. عمل ألشيان أيضًا لعشرين عامًا في مركز القانون والاقتصاد، وهو مركز يقدم « رؤية للنظرية الاقتصادية لمفكري القانون والقضاة» والذي كان يتبع في البداية لجامعة روتشستر.

## أبحاثه وآراؤه
كان ألشيان عالم اقتصاد تطبيقي. وصفه روبرت هيغز بأنه أستاذ «نظرية الأسعار التطبيقية». كان ألشيان ينتمي للمدرسة النيوكلاسيكية (التقليدية الحديثة) ومدرسة شيكاغو للاقتصاد. يعتبر مؤسس «تقليد جامعة كاليفورنيا» في جامعة شيكاغو. كان كل من ألشيان وجيمس إم. بوشانان ورونالد كوز بمثابة جسر وصل بين مدرسة شيكاغو «القديمة» و«الحديثة». يزعم بوتيك وكانديلا أن هؤلاء الاقتصاديين الثلاثة أسسوا الفروع التالية في الاقتصاد: الاقتصاد المؤسساتي الجديد، القانون والاقتصاد (التحليل الاقتصادي للقانون)، واقتصاد حقوق الملكية. وبالفعل، يُعتبر ألشيان أحد مؤسسي الاقتصاد المؤسساتي الجديد. بحسب روبرت هيغز، كان لألشيان التأثير الأكبر، إلى جانب كوز، في خلق وتعزيز ما أصبح يعرف بالاقتصاد المؤسساتي الحديث، الذي يُعدّ أحد أهم التحسينات في الاقتصاد السائد خلال نصف القرن الماضي.